# 35 Comae Berenices
35 Comae Berenices là tên của một hệ đa sao nằm ở khu vực phía bắc chòm sao Hậu Phát. Ngôi sao này nằm ở hướng 6 độ tính từ cực bắc của Ngân Hà. Với mặt thường, nó là một ngôi sao mờ nhạt do [[cấp sao biểu kiến của nó là 4,93. Dựa trên giá trị thị sai là 11,52, khoảng cách của nó với mặt trời là 280 năm ánh sáng. Hệ đa sao này hiện đang di chuyển hướng về trái đất với vận tốc hướng tâm là 6 km/s.
Nhà thiên văn học người Đức-Nga Friedrich Georg Wilhelm von Struve đã khẳng định nó là một hệ sao đôi rộng lớn vào năm 1828 nhưng từ đó, nó hoàn thành vòng quay quỹ đạo của mình với chu kì chưa đến phân nửa. Bên cạnh đó, các yếu tố quỹ đạo của nó vẫn còn bị hạn chế. Nổi bật của hệ đa sao này là cặp sao đã khiến Struve khẳng định nó là hệ sao đôi. Cặp sao này có chu kì quỹ đạo là 539 ± 95 năm và độ lệch tâm 0.2 ± 0.1. Ngôi sao đầu tiên (tạm gọi tên là A) là một ngôi sao đã tiến hóa đến mức sao khổng lồ, phân loại của nó là loại G5 III. Ngôi sao thứ hai (tạm gọi là B) là một ngôi sao loại F1 V, nó rất có thể là năm trong dãy chính. Ngôi sao A có quang phổ kép với chu kì là 7.9624 ± 0.0117 năm và độ lệch tâm là 0,63. Bên cạnh đó còn có một ngôi sao khác (tạm gọi là C) nằm ở 29" từ ngôi sao A và có lẽ giữa chúng có một mối liên kết về vật lí.

## Dữ liệu hiện tại
Theo như quan sát, đây là hệ sao nằm trong chòm sao Hậu Phát và dưới đây là một số dữ liệu khác:
Xích kinh 12h 53m 17.74703s
Độ nghiêng +21° 14′ 41.8092″
Cấp sao biểu kiến 4.93
Vận tốc hướng tâm 6.091 ± 0.075 km/s
Loại quang phổ G5 III + F
Giá trị thị sai 11.52 ± 0.87